# Santuario di Nostra Signora di Bonacattu
Il santuario di Nostra Signora di Bonacatu è un'antica chiesa situata nel centro storico di Bonarcado, nel piazzale dove prospetta l'abside della vicina parrocchiale di Santa Maria.

## Storia e descrizione
Il santuario venne eretto in epoca bizantina, intorno al VI - VII secolo, sopra un precedente insediamento romano di età tardoimperiale, a sua volta costruito su un luogo di culto di epoca nuragica. Il nome Bonacattu, da cui deriva il toponimo Bonarcado, risalirebbe all'originaria intitolazione della chiesa alla Madonna Panákhrantos (Immacolata). Nel 1110, come attestato dal condaghe di Santa Maria di Bonarcado, il santuario è ceduto ai monaci camaldolesi di San Zeno di Pisa dal giudice del regno di Arborea Costantino I de Lacon-Serra; i monaci fondarono in questi luoghi un monastero e una nuova chiesa (l'attuale parrocchiale di Santa Maria), più grande dell'antico santuario.
Quest'ultimo si presenta a pianta cruciforme, con abside semicircolare rivolta a nordest. La cupola semisferica, visibile all'interno, è racchiusa entro un tiburio quadrangolare con copertura piramidale. La facciata occidentale, in stile romanico, venne eretta tra il 1242 e il 1268 in conci di basalto e trachite; presenta una decorazione ad archetti pensili trilobati, di gusto arabeggiante, e alloggi circolari per bacini ceramici. All'interno i quattro bracci, tutti di lunghezze diverse, presentano volta a botte; nel braccio orientale si può vedere una vasca, risalente al precedente insediamento romano, probabilmente un edificio termale. Nel braccio sud si trova il presbiterio, chiuso da una cancellata in ferro battuto. Sull'altare maggiore è presente la terracotta policroma, risalente al XV secolo, in cui è raffigurata in bassorilievo una Madonna col Bambino, venerata col titolo di Nostra Signora di Bonacattu. 
Il 1º gennaio 2016 l'arcivescovo metropolita di Oristano mons. Ignazio Sanna ha aperto nel santuario la 3^ porta santa della diocesi in occasione del Giubileo straordinario della Misericordia.